# Lorenz Saladin
Lorenz Saladin (28. října 1896 – 17. září 1936) byl švýcarský horolezec, novinář, fotograf a cestovatel. Jeho velký archiv fotografií a zpráv z jeho expedic byl objeven v ruských zdrojích v roce 2008.

## Životopis
Saladin se narodil v Nuglar-St. Pantaleon, v kantonu Solothurn ve Švýcarsku. Pocházel ze skromných poměrů a skončil v domově, když se jeho rodiče rozvedli. Pracoval na různých pozicích a během první světové války hlídal švýcarskou hranici. Mezi lety 1920 a 1932 cestoval Evropou, Jižní Amerikou a USA a přijímal jakoukoliv, i tu nejpodivnější práci, která mu byla nabídnuta. Během této doby se začal zajímat o fotografii a stal se kvalitním fotografem. Politicky byl členem Komunistické strany Švýcarska (KPS).
Vždy se velmi zajímal o horolezectví a ve Švýcarsku byl členem několika horolezeckých klubů. V roce 1932 se zúčastnil první švýcarské expedice na Kavkaz s lyžařským klubem z Curychu a přispěl do tisku zprávami a fotografiemi. Se svým kolegou Wernerem Wickertem vylezl na vrchol Ušba, který mnoho horolezců považovalo za nejtěžší výstup na Kavkaze.
Seznámil se s moskevským studentem a horolezcem Georgijem Čarlampievem. V roce 1934 mu Čarlampiev pomohl zorganizovat vlastní horolezeckou výpravu na Kavkaz. Po něm byla pojmenována hora Pik Saladin.

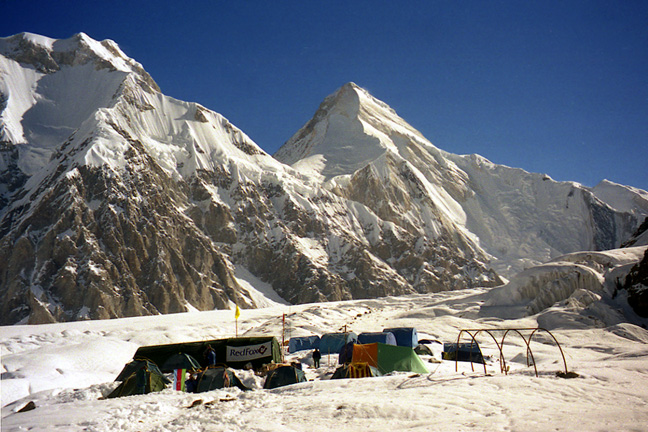
Základní tábor Jižní Inylček, výška 4 000 m, Khan Tengri v pozadí

V následujícím roce plánovala skupina pěti ruských přátel, Georgij Čarlampiev, Michail Dadiomov, Leonid Gutman, sochař Jevgenij Abalakov a jeho bratr Vitalij geologickou expedici, při které vylezou na 7546 metrů vysokou horu Muztag Ata v Číně. Byly financovány ruskou odborovou federací, ale čínská vláda jim však neudělila nezbytná povolení. Poté se rozhodli, až příliš spěšně, zkusit 7200 metrů vysokou horu Chan Tengri v Pamíru. Chan Tengri je nejsevernější 7000 metrů vysoký vrchol na světě, pozoruhodný tím, že má kratší lezeckou sezónu, obecně horší počasí a slabší vzduch. Pro tak obtížný úkol bylo špatné roční období a nedostatek přípravy vedl ke katastrofě. Na vrchol dorazili 5. září, ale při sestupu sněhovou bouří Gutman upadl a těžce se zranil a všichni horolezci utrpěli silné omrzliny. Saladin amputoval černé části rukou kapesním nožem a dezinfikoval je benzínem. Zemřel však na otravu krve. Jeho hrob poblíž ledovce Inylček byl objeven teprve v roce 2008.

## Dědictví
Švýcarská fotografka a spisovatelka Annemarie Schwarzenbach, kolegyně a fotografka, sledovala Saladinovy zprávy v časopisech a uznávala kvalitu jeho fotografií. Byla také fascinována jeho nebojácným přístupem k životu, jeho odvahou čelit tváří v tvář potížím a silou jeho politického přesvědčení. Zachování jeho odkazu, které považovala za kontrapunkt k švýcarské ostrovní neutralitě, se pro Schwarzenbachovou stalo osobní i ideologickou povinností. V roce 1937 odcestovala do Moskvy, prozkoumala jeho práci a napsala řadu článků. Tento materiál byl shromážděn do komplexní biografie s předmluvou švédského cestovatele Svena Hedina, která byla rychle vyprodána.
Během druhé světové války Saladinovy fotografie zmizely. Při zkoumání nového vydání Schwarzenbachovy knihy narazili spisovatelé Robert Steiner a Emil Zopfi na Saladinův fotoarchiv v Moskvě. Jeho archivy byly později převedeny do Švýcarského alpského muzea v Bernu.